# Cisséla
Cisséla är en ort i Guinea.   Den ligger i prefekturen Kouroussa och regionen Kankan Region, i den centrala delen av landet, 400 km öster om huvudstaden Conakry. Cisséla ligger 427 meter över havet och antalet invånare är 41 562.
Terrängen runt Cisséla är platt, och sluttar norrut. Runt Cisséla är det glesbefolkat, med 12 invånare per kvadratkilometer. Det finns inga andra samhällen i närheten. I omgivningarna runt Cisséla växer huvudsakligen savannskog.